# Amerila puella
Amerila puella là một loài bướm đêm thuộc phân họ Arctiinae, họ Erebidae.